# V.League Top Match (maschile)
Il V.League Top Match è una competizione pallavolistica di pallavolo maschile per club giapponesi, sudcoreani e cinesi. Fino al 2015 si sono affrontante le formazioni vincitrice della V.Premier League e della V-League, dal 2016 vi partecipa anche la formazione vincitrice della Chinese Volleyball Super League.

## Storia
La competizione nasce nel 2006 e vede la partecipazione delle due squadre finaliste giapponesi e delle due squadre finaliste sudcoreane. La prima edizione vede trionfare i sudcoreani dei Samsung Bluefangs. Un anno dopo il trofeo torna in Corea del Sud grazie alla vittoria degli Hyundai Skywalkers. Nel 2008 il torneo viene cancellato dai calendari a causa per liberare prima gli atleti in vista dei Giochi della XXIX Olimpiade. Nel 2009 vince per la prima volta una formazione giapponese col successo dei Toray Arrows. Nel 2010 cambia la formula con la sola partecipazione delle squadre campioni nazionali; la vittoria finale va nuovamente ai Samsung Bluefangs. Nel 2011 il torneo viene nuovamente cancellato dai calendari a causa del terremoto in Giappone. Stesse sorte nel 2012, ma a causa degli imminenti Giochi della XXX Olimpiade. Nel 2013 arriva la seconda vittoria giapponese, grazie al successo dei Sakai Blazers. Nel 2015 viene disputata la sesta edizione del torneo, che vede il primo successo dell'OK Rush & Cash, club sudcoreano alla prima partecipazione. Un anno più tardi il torneo diventa un triangolare, vedendo la partecipazione di una formazione cinese; la vittoria finale va per la seconda volta agli Hyundai Skywalkers.

## Albo d'oro
| Edizione      | Edizione      |               | Podio              | Podio                                     | Podio              |
| Anno          | Sede finale   |               | Campione           | Risultato                                 | Finalista          |
| ------------- | ------------- | ------------- | ------------------ | ----------------------------------------- | ------------------ |
| 2006 Dettagli | Seul          |               | Samsung Bluefangs  | Round-robin                               | Hyundai Skywalkers |
| 2007 Dettagli | Seul          |               | Hyundai Skywalkers | Round-robin                               | Samsung Bluefangs  |
| 2008          | Non disputato | Non disputato | Non disputato      | Non disputato                             | Non disputato      |
| 2009 Dettagli | Fukuoka       |               | Toray Arrows       | Round-robin                               | Samsung Bluefangs  |
| 2010 Dettagli | Seul          |               | Samsung Bluefangs  | 3 - 1 (25-22, 19-25, 25-22, 25-18)        | Panasonic Panthers |
| 2011          | Non disputato | Non disputato | Non disputato      | Non disputato                             | Non disputato      |
| 2012          | Non disputato | Non disputato | Non disputato      | Non disputato                             | Non disputato      |
| 2013 Dettagli | Sendai        |               | Sakai Blazers      | 3 - 2 (27-25, 20-25, 25-19, 21-25, 15-13) | Samsung Bluefangs  |
| 2014          | Non disputato | Non disputato | Non disputato      | Non disputato                             | Non disputato      |
| 2015 Dettagli | Seul          |               | OK Rush & Cash     | 3 - 2 (20-25, 25-18, 27-29, 25-16, 15-13) | JT Thunders        |
| 2016 Dettagli | Incheon       |               | Hyundai Skywalkers | Round-robin                               | JTEKT Stings       |

## Palmarès
| Squadre               | Titoli | Edizioni   |
| --------------------- | ------ | ---------- |
| Samsung Bluefangs     | 2      | 2006, 2010 |
| Hyundai Skywalkers    | 2      | 2007, 2016 |
| Toray Arrows Shizuoka | 1      | 2009       |
| Sakai Blazers         | 1      | 2013       |
| OK Okman              | 1      | 2015       |